# Juan de Goyeneche

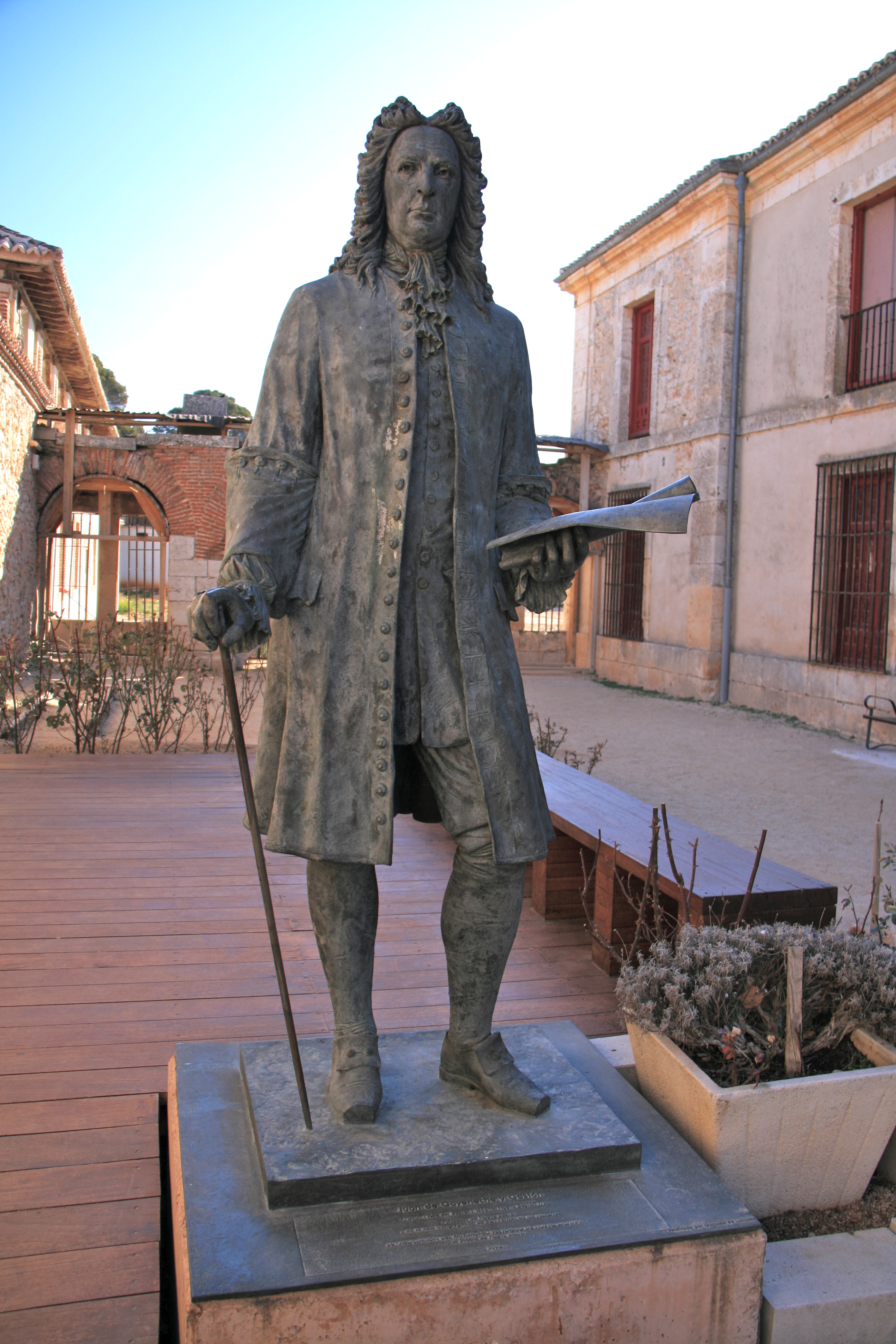
Estatua en Nuevo Baztán

Juan de Goyeneche y Gastón (Arizcun, Navarra, c. 12 de octubre de 1656-Nuevo Baztán, 12 de abril de 1735) fue un editor, periodista, asentista y político español. Siguiendo las ideas de Colbert creó en las afueras de la ciudad de Madrid un pequeño centro industrial denominado Nuevo Baztán.

## Biografía

### El entorno familiar
Nació a finales de septiembre o primeros de octubre de 1656 en la localidad navarra de Arizcun, en el valle de Baztán. Era el menor de seis hermanos del matrimonio habido entre Martín de Goyeneche y Catalina de Gastón. Su familia estaba asentada en el valle desde muchos generaciones atrás existiendo en el barrio de Ordoqui (Arizcun) la casa familiar de Goyenechea. Al igual que todos los vecinos del lugar eran hidalgos por derecho de nacimiento según sentencia judicial del siglo XV que reconocía tal privilegio.
En Baztán, era práctica habitual y compartida con gran parte de la España cantábrica, que las familias hicieran recaer sobre un solo hijo el patrimonio heredado. En la familia Goyeneche-Gastón fue Andrés, uno de los mayores, el elegido en el testamento de 1676. Por ello las familias buscaban para el resto de descendientes una salida óptima. Además, a mediados del XVII, la emigración formaba parte de la dinámica familiar. Entre las opciones, el ejército o la armada eran destinos tradicionales para la pequeña hidalguía que no exigía mayor preparación ni uso de contactos. Sin embargo, en carreras letradas, civiles o eclesiásticas, el panorama, muy restringido requería unas familias bien situadas con oportunidades de acceso a centros educativos más selectos que implicaban una mayor inversión en el tiempo.

### Migración y educación en Madrid
Así, Juan pronto abandonó su hogar familiar para trasladarse a Madrid donde inició su formación en el Colegio Imperial constando allá antes de 1670. Sería en este centro donde entraría en contacto con varios de los que, a la postre, serían influyentes miembros de los grupos intelectuales del cambio de siglo como es el caso de Manuel Joaquín Álvarez de Toledo, conde de Oropesa, nacido casualmente en Pamplona, que primer asistente de la junta directiva de la Real Congregación de San Fermín de los Navarros y, años más tarde, valido de Carlos II (1685-1691). Poco a poco consiguió  reconocimiento, lo que le proporciona un lugar privilegiado en la corte de Carlos II, en la que desempeñó varias tesorerías e inició diversas actividades empresariales, fruto, tanto de las ocupaciones tradicionales de su familia como de sus propios intereses particulares.

### Ascenso social
En 1689 se celebra el matrimonio de Juan de Goyeneche con María de Balanza dando muestra de su situación dentro de la administración de la Corte: su suegro era Martín de Balanza, oficial segundo en la Secretaría de Millones. Su familia política era también de Navarra y llevaban años asentados en Madrid propiciando un impulso a Juan de Goyeneche en su establecimiento en la ciudad.
Su formación y sus inquietudes intelectuales le llevaron a encontrarse desde muy joven entre aquellos reformistas que propugnaban y perseguían la renovación política, económica, científica y cultural de España como única posible solución de la decadencia que había caído el país a partir del reinado de Felipe III. En el marco de estas preocupaciones pueden encuadrarse sus actividades como escritor, editor y empresario periodístico (en 1697 compra los derechos de traspaso a título de perpetuidad de la Gaceta de Madrid, publicación periódica que disponía de un grupo de corresponsales y traductores que favorecieron la introducción de las novedades europeas en España y su distribución en provincias), pero también su decidido apoyo a la causa del duque de Anjou en los problemas sucesorios surgidos tras la muerte del último Austria. Goyeneche había estado muy vinculado a la antigua dinastía, cuya continuación propugnaban quienes apoyaban al archiduque Carlos, pero su carácter y sus ideas sobre la renovación nacional lo situaban en la vanguardia política e hicieron que se comprometiera abiertamente en la causa del futuro Felipe V. Esto lo llevó a costear cierto utillaje o hacer préstamos junto con otros empresarios ennoblecidos, como el marqués de Campoflorido y el conde de Moriana del Río, para convertirse así en un apoyo financiero imprescindible para salvar la coyuntura crítica de la causa borbónica en la Guerra de Sucesión Española (préstamo de 1709). También prestó ayuda para el abastecimiento de la tropa, e incluso, cuando el apoyo de Luis XIV a su pariente pareció flaquear, levantó una fábrica de paños para abastecer de uniformes al Almacén General de Vestuarios para la Tropa y así no tener que importarlos de Francia.

### Fundación de Nuevo Baztán
Corría el año 1710 y Goyeneche eligió una población relativamente cercana a Madrid para erigir su industria, Olmeda de la Cebolla (la actual Olmeda de las Fuentes), dedicada fundamentalmente a labores agrícolas y con un grave problema de despoblamiento. Su postura se fundaba en las ventajas que podrían derivarse de que un Borbón reinara en España, puesto que Francia era una potencia de primer orden en ese momento. Sus simpatías no estaban con Luis XIV, sino con el ministro de finanzas Jean Baptiste Colbert, cuyas teorías económicas y financieras cambiaron el sistema impositivo francés y potenciaron el despegue industrial y comercial del país. Tales ideas, conocidas bajo el nombre de colbertismo, tuvieron pronto eco en algunas naciones europeas y en ciertos círculos progresistas españoles. Uno de sus representantes, el conde de Oropesa, intentó infructuosamente aplicar tal política económica en los últimos tiempos del reinado de Carlos II. Años más tarde, Goyeneche volvió sobre los planes para materializar estos conceptos, contando con las ventajas que supondría para sus fines el triunfo del pretendiente francés. Pero sus intenciones iban más allá del ámbito público; trabajó sobre la idea de aplicar el colbertismo a una empresa propia, como experimento ejemplarizante que estimulara posteriores iniciativas, oficiales o particulares.
Fue nombrado, de manera sucesiva, administrador de Carlos II, de la Tesorería de las Milicias Reales, de la reina Mariana de Neoburgo, esposa de Carlos II, de María Luisa de Saboya y de Isabel de Farnesio, esposas de Felipe V. Murió en Nuevo Baztán el 12 de abril de 1735, yaciendo actualmente bajo la cúpula central de la iglesia de San Francisco Javier de dicha localidad.

## Obra

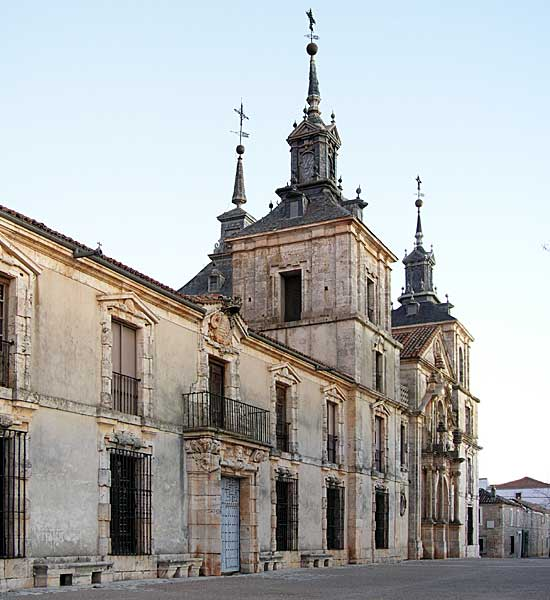
El palacio de Goyeneche en Nuevo Baztán

Impulsa la industria española, intentando evitar la dependencia exterior. Como asentista de la Marina, suministra maderas de los Pirineos a los astilleros e instala fábricas de suministros navales.
Erige el pueblo de Nuevo Baztán como unidad urbanística, poniendo en marcha las ideas de su protector el conde de Oropesa; compra un terreno en las cercanías de la villa de la Olmeda, donde desde 1710 posee una fábrica de paños que, para 1719, había llegado a emplear a 800 trabajadores dedicados a producir paños para la tropa. La calidad era tal que la producción fue ampliada para producir paños finos también para los oficiales. La compra de las 4500 fanegas el 4 de julio de 1713 para crear un complejo señorial agrícola-industrial donde repoblar con colonos y establecer varias manufacturas necesarias para el país y que se importan del extranjero.
Juan de Goyeneche encarga al célebre arquitecto José Benito de Churriguera que construya el complejo que éste crea a principios del siglo XVIII. Consta de un palacio-iglesia y 25 casas perfectamente alineadas y tiradas las calles a cordel en torno al palacio-iglesia; en el cuaderno 1.º del Estado Seglar de los interrogatorios del marqués de la Ensenada se describen las 25 casas con sus medidas, utilidades y sus rentas.
Junto con las construcciones ya dichas se incluyen también explotaciones agrícolas e instala fábricas y crea un seminario de aprendizaje así como un mesón para albergue de los viajeros. Mejora las comunicaciones y establece un hospital.
Poco después, en Madrid manda construir el palacio de Goyeneche, obra proyectada por José de Churriguera, en la calle de Alcalá, hoy sede de la Real Academia de Bellas Artes de San Fernando.